# بلفاونتین (اورگن)
بلفاونتین (به انگلیسی: Bellfountain) یک منطقهٔ مسکونی در ایالات متحده آمریکا است که در شهرستان بنتون، اورگن واقع شده‌است. بلفاونتین ۷۵ نفر جمعیت دارد و ۱۰۰٫۸۹ متر بالاتر از سطح دریا واقع شده‌است.